# 帯化

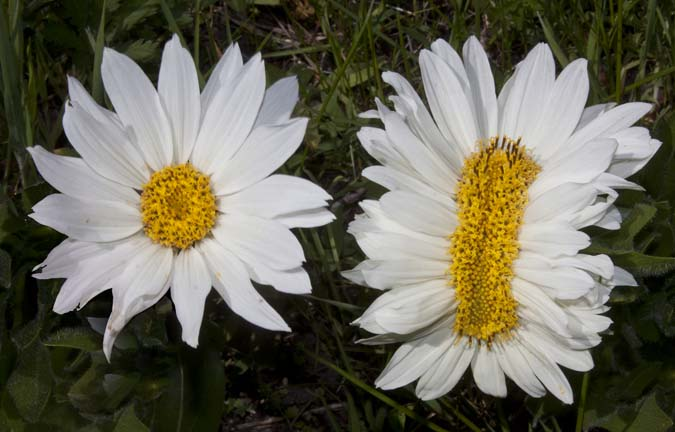
帯化を起こした Wyethia helianthoides (キク科) の頭花 (右)

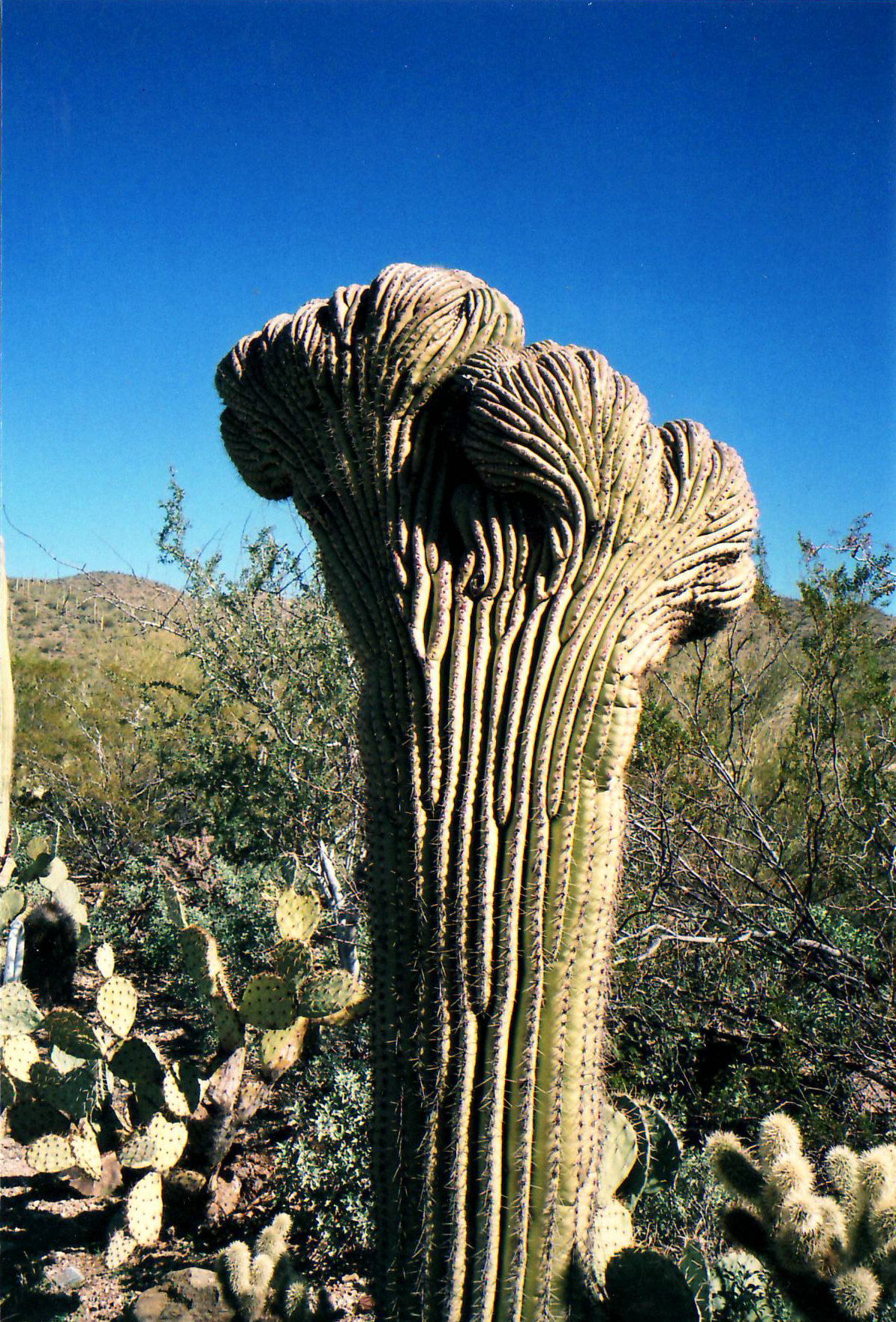
帯化を起こし、本来腕部となるところが頂端になったベンケイチュウ

帯化（たいか、Fasciation）は、植物で見られる奇形である。綴化（てっか）、石化（せっか、いしか）などともいう。
帯化はエンドウ、タバコ、ジャガイモ、イチゴ、アスパラガス、トウモロコシなど、農作物で多くの事例が報告されている。また、多肉植物でもよく見られる。

## 概要
帯化は、植物の茎頂にある成長点で、頂端分裂組織に異常が生じることで起こり、茎や根、果実、花などが垂直に伸長したり、リボン状に平坦になるといった外見的な変形が見られる。また、比較的まれにではあるが、花茎の先端がコップ状にへこむ輪状帯化を生じる場合もある。
帯化が確認されている植物は800種以上にものぼり、特にキク科、アブラナ科、ナデシコ科の種で多く見られる。しかし水生植物で帯化が確認された種はほとんどない。またケイトウのように、もともとは奇形として生じた花の帯化が遺伝的に固定され、種の特徴となっている場合もある。

## 原因
帯化は、分裂組織の突然変異や遺伝的な原因のほか、細菌の感染や昆虫、ダニなどによる傷害を受けることで生じるとされる。例えば、グラム陽性菌の一種であるロドコッカス・ファシアンスの感染が、多くの植物で帯化を引きおこす原因として知られている。またイチゴの場合、花粉機能の低下や受粉量の不足が、花や果実の帯化を起こす原因となっていることが知られる。

## 人間との関係
作物や園芸植物に発生する帯化は、果実の奇形などをもたらして商品価値を下げることにつながるため、その原因や対策について研究が進められている。特に細菌などが原因で起こる帯化については、その防除が経済的に重要とされている。
一方、園芸植物の分野では独自の鑑賞価値を見出される場合もある。
古典園芸植物の松葉蘭は葉も花も付けず茎しかない植物であり、石化（帯化）を含めた形の変化が重視された。
サボテンなどの多肉植物では、帯化（石化）による奇形が生じた個体を栽培し、その珍しい形態を楽しむ愛好家もいる。多肉植物は概して株分けが容易であることから、品種として固定され、ゴーラム（カネノナルキ）のように大いに普及している例もある。
その他、通常の草木でもセッカヤナギ（石化柳、オノウエヤナギ）、セッカエニシダ（石化エニシダ）などが生け花に利用される。海外では石化スギが珍重されているという。